# Melitaea clarissa
Melitaea clarissa är en fjärilsart som beskrevs av Otto Staudinger 1901. Melitaea clarissa ingår i släktet Melitaea och familjen praktfjärilar. Inga underarter finns listade i Catalogue of Life.